# Liste der Biografien/Heik
Liste der Biografien |
Portal Biografien |
Personensuche
# |
A |
B |
C |
D |
E |
F |
G |
H |
I |
J |
K |
L |
M |
N |
O |
P |
Q |
R |
S |
T |
U |
V |
W |
X |
Y |
Z |
?
 
Ha |
Hd |
He |
Hi |
Hj |
Hk |
Hl |
Hm |
Hn |
Ho |
Hr |
Hs |
Ht |
Hu |
Hv |
Hw |
Hy
 
Hea |
Heb |
Hec |
Hed |
Hee |
Hef |
Heg |
Heh |
Hei |
Hej |
Hek |
Hel |
Hem |
Hen |
Heo |
Hep |
Heq |
Her |
Hes |
Het |
Heu |
Hev |
Hew |
Hex |
Hey |
Hez
 
Heia |
Heib |
Heic |
Heid |
Heie |
Heif |
Heig |
Heij |
Heik |
Heil |
Heim |
Hein |
Heip |
Heir |
Heis |
Heit |
Heix |
Heiz
Die Liste der Biografien führt alle Personen auf, die in der deutschsprachigen Wikipedia einen Artikel haben. Dieses ist eine Teilliste mit 35 Einträgen von Personen, deren Namen mit den Buchstaben „Heik“ beginnt.

## Heik

### Heika
- Heikal, Muhammad (1923–2016), ägyptischer Journalist und Autor
- Heikal, Nour (* 2003), ägyptische Squashspielerin
- Heikal, Osama (* 1965), ägyptischer Informationsminister
- Heikamp, Detlef (* 1927), deutscher Kunsthistoriker
- Heikari, Susanna (* 1977), finnische Fußballspielerin

### Heike
- Heike, Georg (1933–2023), deutscher Phonetiker, Musiker und Komponist
- Heike, Jürgen W. (1949–2022), deutscher Jurist und Politiker (CSU), MdL
- Heike, Michiyo (* 1979), japanisches Idol
- Heike, Richard (1865–1945), Berliner Industrieller
- Heike, Walter (1934–1964), deutsches Todesopfer der Berliner Mauer
- Heiken, Johannes (* 2000), deutscher Basketballspieler
- Heikenwälder, Peter Nikolaus (* 1972), deutscher Maler und Grafiker
- Heiker, Fred Robert (* 1949), deutscher Chemiker

### Heikk
- Heikka, Mikko (* 1944), finnischer Geistlicher und Bischof
- Heikkila, Bill (* 1944), kanadischer Speerwerfer
- Heikkilä, Jarkko (* 1970), finnischer Skispringer
- Heikkilä, Kari (* 1960), finnischer Eishockeyspieler und -trainer
- Heikkilä, Niko (* 2001), finnischer Radrennfahrer
- Heikkilä, Samu (* 1971), finnischer Filmeditor, Tontechniker und Drehbuchautor
- Heikkilä, Tapio (* 1990), finnischer Fußballspieler
- Heikkilä, Väinö (1888–1943), finnischer Langstreckenläufer
- Heikkinen, Arttu (* 2004), finnischer Biathlet
- Heikkinen, Frans (1906–1943), finnischer Skilangläufer
- Heikkinen, Ida (* 2006), finnische Fußballspielerin
- Heikkinen, Ilkka (* 1984), finnischer Eishockeyspieler
- Heikkinen, Jutta (* 1994), finnische Siebenkämpferin
- Heikkinen, Kalle (1908–1938), finnischer Skilangläufer
- Heikkinen, Kalle (* 1999), finnischer Skispringer
- Heikkinen, Kirsi (* 1978), finnische Fußballschiedsrichterin
- Heikkinen, Markus (* 1978), finnischer Fußballspieler
- Heikkinen, Matti (* 1983), finnischer Skilangläufer
- Heikkinen, Mia (* 1980), finnische Opernsängerin
- Heikkinen, Pekka (* 1970), finnischer Schauspieler

### Heiko
- Heiko M/S/O (1970–2017), deutscher DJ und Produzent in der elektronischen Musikszene

### Heiks
- Heiks, Michael (* 1954), deutscher Filmproduzent